# Kissed By the West
Kissed By the West, född 2 maj 2011, är en amerikansk standardhäst, mest känd som mamma till Don Fanucci Zet.

## Historia
Kissed By the West köptes av Redén på hästauktion i Lexington i Kentucky, 2012. Hon var då ett år gammal. Redén köpte henne med tron om att kunna göra om henne från passgångare till travhäst, men då detta inte fungerade alls lät Redén henne förbli ostartad, och istället bli avelssto. Hon betäcktes först med den amerikanska travaren Pastor Stephen och fölade därefter Kiss of Judas 2015. Hon betäcktes även med Hard Livin, och fölade därefter Don Fanucci Zet 2016. Redén fick heller ingen bra känsla då han började att träna hennes avkommor, vilket gjorde att Kissed By the West såldes vidare, och är nu verksam i Danmark.
Kissed By the Wests vinstrikaste avkomma är Don Fanucci Zet som bland annat segrat i Elitloppet (2021), Sprintermästaren (2020) och Prix Readly Express (2020).